# The Fateful Triangle
The Fateful Triangle é um livro escrito pelo linguista e ativista político Noam Chomsky e publicado em 1983, tendo uma atualização em outubro de 1999. A obra trata a relação entre os Estados Unidos, Israel e Palestina e examina as origens dessa ligação e suas consequências para o povo palestino e outros povos árabes. O livro concentra-se principalmente na Primeira Guerra do Líbano de 1982 e na "tendência pró-sionista" da maioria da mídia e dos intelectuais dos Estados Unidos, como expõe Chomsky.
Edward Said, que contribuiu com o novo prefácio, afirma que "a principal alegação de Chomsky é que Israel e os Estados Unidos — especialmente o último — são fortes opositores da paz, enquanto os árabes, incluindo a Organização para a Libertação da Palestina, há anos vêm tentando se acomodar para manter a posição israelita".